# Mohinga
Mohinga este o mâncare preparată din orez, specifică în Myanmar.